# Яблунівський ботанічний заказник
Яблуні́вський зака́зник — ботанічний заказник загальнодержавного значення в Україні. Розташований поблизу сіл Яблунів, Тудорів, Майдан, Ємелівка та міста Копичинці Чортківського району Тернопільської області, в кв. 1-16, 30-40, 46-56, 63-70, 73-74 Копичинецького лісництва Чортківського держлісгоспу, в межах лісового урочища «Дача Яблунів». 
Площа 695 га. Створений відповідно до постанови РМ УРСР № 617 від 16 грудня 1982 року. Перебуває у віданні Тернопільського обласного управління лісового господарства. 
Під охороною — територія з ділянками різновікових дубово-грабових насаджень і другорядних деревостанів, під якими зростають шафран Гейфеля, підсніжник звичайний, цибуля ведмежа, любка дволиста — види рослин, занесені до Червоної книги України.

### Території природно-заповідного фонду у складі ЗК «Яблунівський»
До складу території заказника «Яблунівський» входять такі об'єкти ПЗФ України:
- Пам'ятка природи місцевого значення «Дуб «Яблунівський»», ботанічна
- Пам'ятка природи місцевого значення «Копичинецька бучина», ботанічна